# 클린 보컬
클린 보컬(Clean Vocal)은 인위적으로 목소리를 가공시키지 않는 깨끗한 음성을 의미한다. 일반적으로 록, 헤비 메탈처럼 스크리밍, 그로울링 등의 인위적인 창법을 많이 사용하는 음악장르에서 사용되는 용어이다. 진성과 동일시되기도 한다.

## 같이 보기
- 가창
- 가성